# Vápovice
Vápovice (německy Wapowitz) jsou obec v okrese Jihlava v kraji Vysočina. Žije zde 33 obyvatel, což Vápovice řadí mezi obce v Česku s nejnižším počtem obyvatel.

## Název
Vesnice založená asi počátkem 16. století se zprvu patrně jmenovala Epovice. Základem jména vesnice bylo osobní jméno Epo či Epa, domácká podoba některého jména začínajícího Eber-, např. Eberhard, Ebermann. Přípona -ice (ve starší, obvykle písemně nedoložené podobě -ici) u místních jmen odvozených od osobního jména původně vyjadřovala obyvatele vsi (podřízené člověku daného jména). Počáteční E- se jednak po předložkách dloužilo, jednak samotné jméno splynulo s předložkou v do tvaru Vépovice (nepřímo doloženého německým zápisem Weppowitz), z nějž se vyvinulo Vejpovice, to pak bylo upraveno na domněle spisovné Vajpovice. Z něj se německým prostřednictvím vyvinul tvar Vápovice. Podoba jména v písemných pramenech: Wapowské (přídavné jméno, 1588), Wapowicz (1593), v Wapowiczích (1594), Wapowitz (1678, 1718, 1720), Wappwitz (1751), Wapowitz a Wapowice (1846, 1852), Wapowitz a Vapovice (1872), Vápovice (1881), Wapowitz a Vápovice (1885), Vápovice (1907 a 1924). Místní jméno je rodu ženského, čísla pomnožného a genitiv zní Vápovic.

## Historie
První písemná zmínka o obci pochází z roku 1529.

## Přírodní poměry
Nachází se sedm kilometrů severozápadně od Želetavy a devět kilometrů jihovýchodně od Telče. Geomorfologicky je oblast součástí Křižanovské vrchoviny a jejího podcelku Brtnická vrchovina, v jejíž rámci spadá pod geomorfologický okrsek Markvartická pahorkatina. Průměrná nadmořská výška činí 544 metrů.
Nejvyšší bod, Vápovická hora (629 m), stojí severozápadně od obce, týmž směrem leží i Vápovická Ostražka (599 m) Obcí protéká Vápovka, do níž se jižně od Vápovic vlévá bezejmenný tok, který tvoří jihozápadní hranici katastru. Severozápadní okraj území protéká Řečice. Severně od obce na Vápovce leží rybník. U kapličky u odbočky ze státní silnice na obec Vápovice rostou dvě památné 21metrové lípy velkolisté, jejichž stáří bylo v roce 2008 odhadováno na 100 let.

## Obyvatelstvo
Podle sčítání 1930 zde žilo v 28 domech 143 obyvatel. 143 obyvatel se hlásilo k československé národnosti. Žilo zde 143 římských katolíků.
| Rok            | 1869 | 1880 | 1890 | 1900 | 1910 | 1921 | 1930 | 1950 | 1961 | 1970 | 1980 | 1991 | 2001 | 2011 | 2021 |
| -------------- | ---- | ---- | ---- | ---- | ---- | ---- | ---- | ---- | ---- | ---- | ---- | ---- | ---- | ---- | ---- |
| Počet obyvatel | 104  | 116  | 123  | 112  | 133  | 140  | 143  | 102  | 84   | 72   | 52   | 47   | 53   | 43   | 40   |
| Počet domů     | 22   | 22   | 25   | 24   | 24   | 25   | 28   | 28   | 23   | 20   | 20   | 22   | 29   | 30   | 30   |

## Obecní správa a politika
Obec má pětičlenné zastupitelstvo, v jehož čele stojí od roku 2010 starosta Jindřich Budař.
| Období    | Voliči | Účast v % | Mandáty | Výsledky              | Starosta        |
| --------- | ------ | --------- | ------- | --------------------- | --------------- |
| 2002–2006 | 43     | 76,74     | 6       | 6 SNK Vápovice        | Ludmila Havlová |
| 2006–2010 | 45     | 82,22     | 6       | 6 NEZÁVISLÍ           | Karel Krajíček  |
| 2010–2014 | 40     | 70,00     | 6       | 6 NEZÁVISLÍ KANDIDÁTI | Jindřich Budař  |
| 2014–2018 | 36     | 72,22     | 5       | 5 SNK I               | Jindřich Budař  |

Vápovice jsou členem mikroregionů Telčsko a Sdružení pro likvidaci komunálního odpadu Borek a místní akční skupiny Mikroregionu Telčsko.

## Hospodářství a doprava
V obci sídlí firma EUROISO CZ s.r.o. Obcí prochází silnice III. třídy č. 4072, která se napojuje západně na komunikaci II. třídy č. 407 z Bohuslavic do Staré Říše. Dopravní obslužnost zajišťují dopravci ICOM transport a ČSAD Jindřichův Hradec. Autobusy jezdí ve směrech Dačice, Nová Říše, Stará Říše, Telč, Jihlava, Želetava a Budeč.

## Pamětihodnosti
- Výklenková kaplička při silnici do Nové Říše
- Kamenný kříž na návsi
- Zvonička na návsi

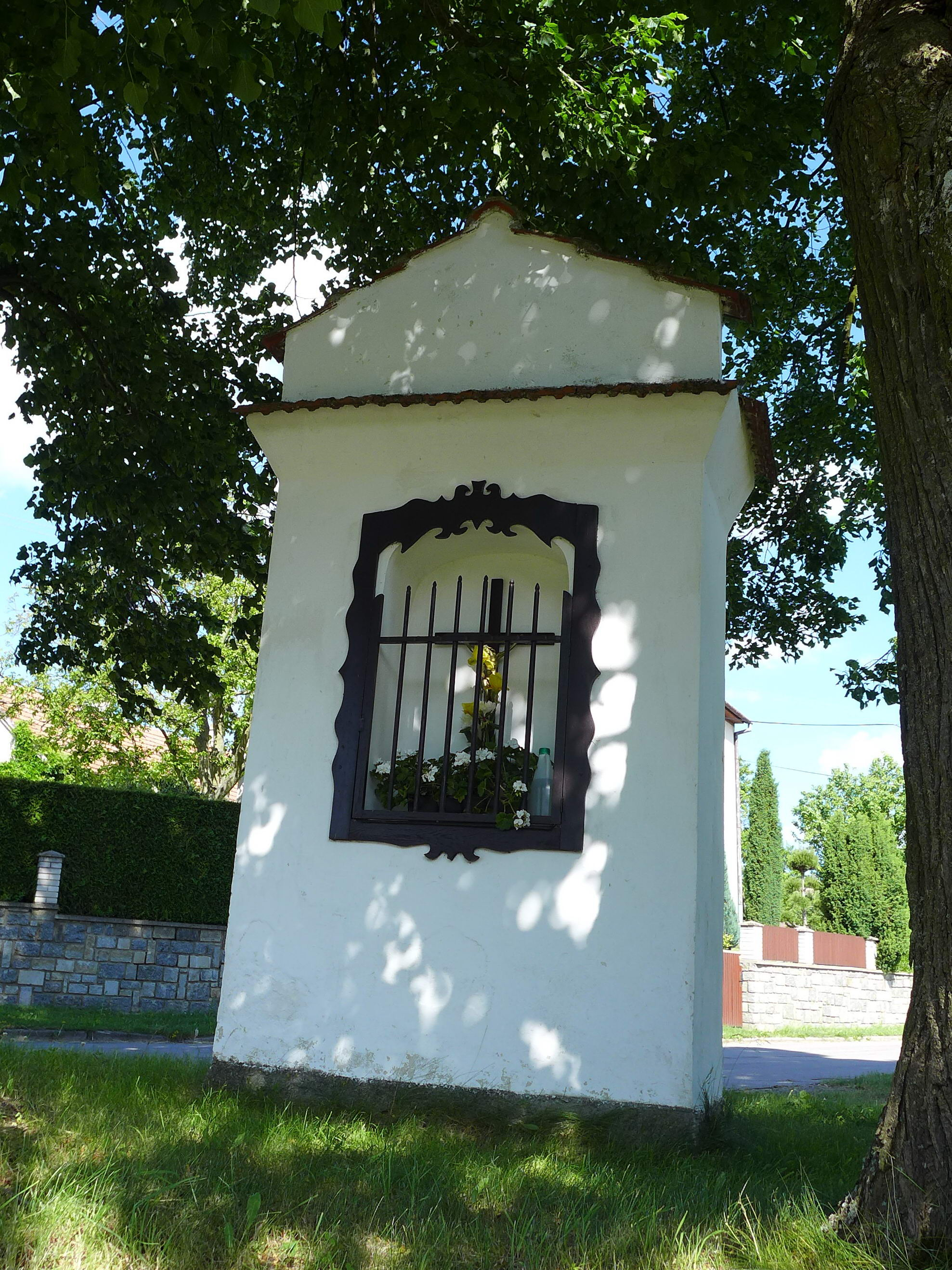
Kaplička
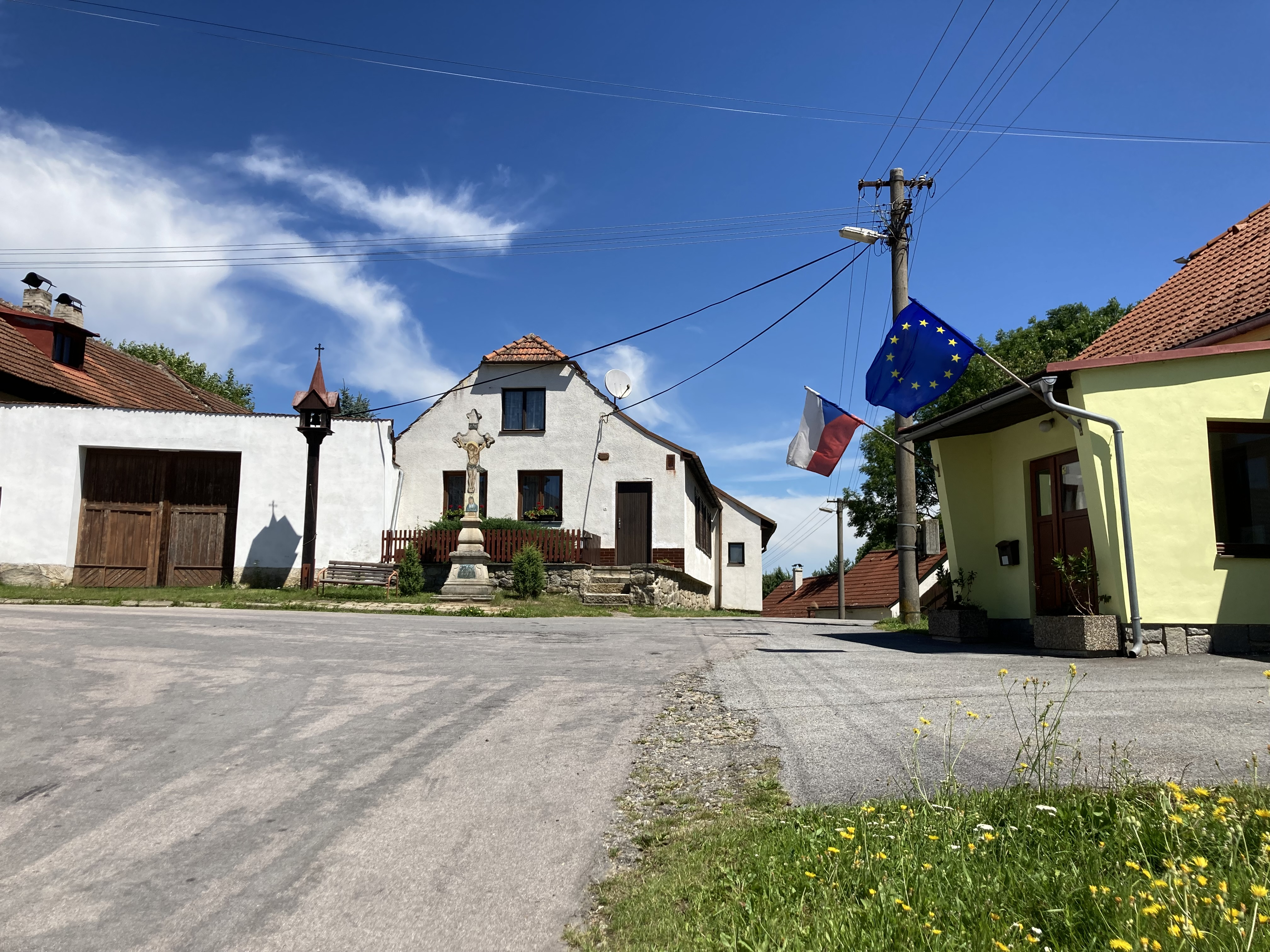
Kříž, zvonička a obecní úřad